# IC 3891
IC 3891 је спирална галаксија у сазвјежђу Ловачки пси која се налази на листи објеката дубоког неба у Индекс каталогу.
Деклинација објекта је + 36° 3' 9" а ректасцензија 12h 54m 58,3s. Привидна величина (магнитуда) објекта IC 3891 износи 15,4 а фотографска магнитуда 16,2.